# Alliance valdôtaine
L’Alliance valdôtaine (AV) est un ancien parti politique régionaliste italien de la Vallée d'Aoste créé en 2019 et dissous en 2024.

## Historique
L'AV est fondée le 2 avril 2019 par la fusion de l'Union valdôtaine progressiste (UVP) et d'Autonomie Liberté Participation Écologie (ALPE). Elle forme alors un groupe de sept élus au Conseil régional de la Vallée d'Aoste dont la présidente est Patrizia Morelli, issue d'ALPE.
Lors des élections régionales des 20 et 21 septembre 2020, l'Alliance valdôtaine présente une liste commune avec la Stella Alpina et Italia Viva qui obtient 8,9 % des voix et quatre sièges dont deux pour l'AV, occupés par Luigi Bertschy, de l'UVP, et Albert Chatrian, ancien d'ALPE. Le parti rejoint le nouveau gouvernement de centre-gauche dirigé par Erik Lavévaz, de l'Union valdôtaine, dans lequel Luigi Bertschy est nommé vice-président et conseiller chargé du développement économique, de la formation et de l'emploi.
Après la démission d'Erik Lavévaz le 25 janvier 2023, Luigi Bertschy assure l'intérim de la présidence de la région. Le 2 mars suivant, Renzo Testolin, de l'UV, est élu président de la région et forme un nouveau gouvernement auquel participe l'Alliance valdôtaine.
Le 16 juin 2024, le parti annonce sa fusion avec l'Union valdôtaine.